# Wendlandia aberrans
Wendlandia aberrans är en måreväxtart som beskrevs av Foon Chew How. Wendlandia aberrans ingår i släktet Wendlandia och familjen måreväxter. Inga underarter finns listade i Catalogue of Life.